# Condado de Lake of the Woods
El condado de Lake of the Woods (en inglés: Lake of the Woods County), fundado en 1923, es un condado del estado estadounidense de Minnesota. En el año 2000 tenía una población de 4.522 habitantes con una densidad de población de una persona por km². La sede del condado es Baudette.

## Geografía
Según la oficina del censo el condado tiene una superficie total de 4597 km² (1774,9 mi²), de los que 3358 km² (1296,5 mi²) son tierra y 1239 km² (478,4 mi²) (26,95%) son agua.

### Condados y distritos adyacentes
- Distrito de Kenora (Ontario) - noreste
- Distrito de Rainy River (Ontario) - noreste
- Condado de Koochiching - sureste
- Condado de Beltrami - sur
- Condado de Roseau - oeste
- Piney (Manitoba) - oeste
- Buffalo Point (Manitoba) - oeste
- División No Organizada No. 1 (Manitoba) - noroeste

### Principales carreteras y autopistas
- Carretera estatal 11
- Carretera estatal 72
- Carretera estatal 172

## Demografía
Según el censo del 2000 la renta per cápita media de los habitantes del condado era de 32.861 dólares y el ingreso medio de una familia era de 38.936 dólares. En el año 2000 los hombres tenían unos ingresos anuales 30.469 dólares frente a los 24.813 dólares que percibían las mujeres. El ingreso por habitante era de 16.,976 dólares y alrededor de un 9,80% de la población estaba bajo el umbral de pobreza nacional.

## Localidades
| Ciudades                          | Municipios | Municipios | No incorporadas                                            |
| --------------------------------- | --- | --- | ---------------------------------------------------------- |
| - Baudette - Roosevelt - Williams | - Municipio de Angle Inlet - Municipio de Baudette - Municipio de Beaver Dam* - Municipio de Boone - Municipio de Chilgren - Municipio de Cloverdale* - Municipio de Eugene* - Municipio de Forest Area - Municipio de Gudrid - Municipio de Hiwood* - Municipio de Kiel - Municipio de Lakewood - Municipio de McDougald - Municipio de Meadowland* - Municipio de Myhre - Municipio de Norris* | - Municipio de Noyes* - Municipio de Park* - Municipio de Pioneer* - Municipio de Potamo - Municipio de Prosper - Municipio de Rapid River - Municipio de Rulien - Municipio de Spooner - Municipio de Swiftwater - Municipio 157-30 - Municipio 158-30 - Municipio de Victory - Municipio de Wabanica - Municipio de Walhalla - Municipio de Wheeler - Municipio de Zippel | - Clementson - Graceton - Hackett - Pitt - Wheeler's Point |

- *Estos municipios dejaron de existir en el censo de 2010